# Igneomyia ignea
Igneomyia ignea är en tvåvingeart som först beskrevs av Louis-Paul Mesnil 1944.  Igneomyia ignea ingår i släktet Igneomyia och familjen parasitflugor.
Artens utbredningsområde är Madagaskar. Inga underarter finns listade i Catalogue of Life.